# Торра, Ким
Ким То́рра (кат. Quim Torra, полное имя Жoaки́м То́рра-и-Плa (исп. Joaquim Torra Pla, кат. Joaquim Torra i Pla; род. 28 декабря 1962, Бланес) — каталонский юрист, издатель, писатель и политик. Сторонник движения за независимость Каталонии. Депутат Парламента Каталонии XII созыва от партии «Вместе за Каталонию». Президент Женералитета Каталонии с 17 мая 2018 года по 28 сентября 2020.

## Биография
Ким Торра родился в обеспеченной семье среднего класса. Отец служил инженером и занимал должность советника в мэрии Санта-Колома-де-Фарнерс. Ким учился в барселонской иезуитской школе. Участвовал в подготовке муниципальных выборов 1983 года. Окончил юридический факультет Барселонского автономного университета в 1985 году. В 1983—1987 годах служил в армии. В 1987—2007 годах работал в швейцарской страховой компании Winterthur Group. В 2008 году основал издательство A Contra Vent Editors, занялся литературной деятельностью и посвятил себя восстановлению традиций каталонской литературы и журналистики, в особенности периода Второй Испанской Республики.
В политике Ким Торра начинал в партии «Демократический союз Каталонии». В 2011 году был избран в состав постоянного совета Каталонской национальной ассамблеи и занял должность вице-президента каталонской организации в области культуры Òmnium Cultural. Впоследствии Торра сблизился с националистической партией «Демократическая конвергенция Каталонии». На выборах в Парламент Каталонии в декабре 2017 года Ким Торра занимал 11-ю строчку в списке коалиции «Вместе за Каталонию» от Барселоны. В мае 2018 года смещённый центральным правительством Испании президент Женералитета Каталонии Карлес Пучдемон внёс кандидатуру Кима Торры на пост председателя каталонского правительства. На голосовании в Парламенте Каталонии по кандидатуре президента Женералитета Каталонии 12 мая 2018 года за Кима Торру проголосовало 66 депутатов, против 65 голосов и 4 воздержавшихся. Во втором туре голосования 14 мая 2018 года, уже не требовавшем абсолютного большинства голосов, Ким Торра был избран на должность главы правительства Каталонии.

## Правительство Торры
19 мая 2018 года Торра объявил кандидатов на министерские посты. Двое из них на тот момент были под арестом из-за референдума о независимости Каталонии, ещё двое — в эмиграции после выдачи ордера на их арест по той же причине. Мадридские власти отказались печатать список кандидатов в официальном бюллетене из-за этих четырёх спорных, по их мнению, кандидатур, фактически не позволив новым министрам вступить в должность. Как следствие, к Каталонии по-прежнему применялась статья 155 Конституции Испании, позволяющая в особых обстоятельствах вводить прямое правление в регионе.
Чтобы обойти отказ Мадрида, позднее Торра предложил альтернативных кандидатов вместо тех четырёх, которые не были одобрены центральными властями. 2 июня 2018 года правительство Торры принесло присягу, тем самым прямое управление Мадрида закончилось.
По суду в декабре 2019 года лишен полномочий на 18 месяцев, Избирком в 2020 году 3 января лишил мандата вслед за судом.
Продолжил исполнение обязанностей до окончательного решения по его делу, но 28 сентября 2020 года Верховный суд Испании утвердил приговор об отстранении Торры от власти (он обвиненён в неподчинении по факту использования символики независимой Каталонии в ходе предвыборной кампании 2018 года). В этот же день временно исполняющим обязанности президента Женералитета стал заместитель Торры — Пере Арагонес.